# 賴山陽

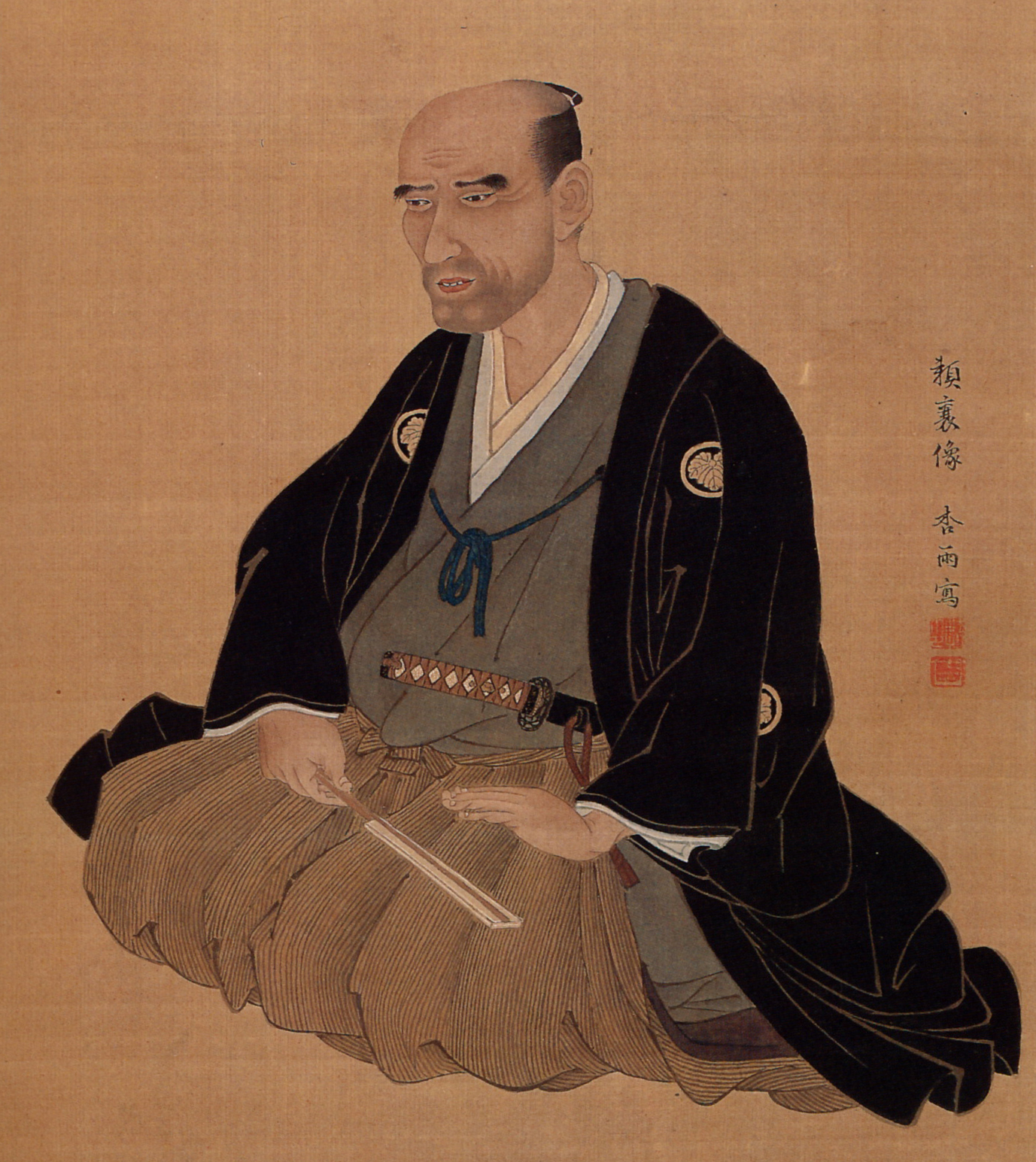
賴山陽

賴山陽（日语：／ Rai Sanyō，1781年1月21日—1832年10月16日），幼名久太郎，名襄，字子成，號山陽，別號三十六峯外史，生於大坂，日本江戶時代後期歷史學家、思想家、漢詩人、文人、藝術家、陽明學者。著有《日本外史》、《日本政記》，對幕末尊王攘夷志士有很大影響。

## 概論
其父賴春水，出身安藝竹原（今竹原市）。至大阪遊學，師從尾藤二洲及古賀精里，學習朱子學。在大坂江戸堀北（今大阪市西區江戸堀）開設私塾青山社。
三子賴三樹三郎在安政大獄中被處死。